# Убийство Генри Ли Джонсона
Генри Ли Джонсон (англ. Henry Lee Johnson; 1964 год — 20 января 1980 года) — 15-летний афроамериканский подросток из Айдабела, штат Оклахома, смертельно раненный выстрелом белого мужчины. Инцидент произошёл возле белого клуба Black Hat, который находился в афроамериканской части города. Протесты в связи с его смертью на следующую ночь переросли в насилие и стрельбу, в результате которой погибли еще двое мужчин.

## Убийство
Клуб Black Hat в Айдабеле, штат Оклахома, был клубом только для белых, находившимся в афроамериканской части города. В нём нередко происходили инциденты на расовой почве. Поздно вечером 19 января 1980 года группа местных афроамериканских подростков, в числе которых был 15-летний Генри Ли Джонсона и его 13-летний брат Виктор, проникла на парковку клуба через дыру в воротах. Их заметил и начал преследовать Уолтер Энтони «Тони» Дешазо, белый мужчина из Хорейшо, штат Арканзас, который произвёл несколько выстрелов в их сторону. Когда подростки сбежали, они обнаружили, что Генри Ли Джонсона с ними не было. На следующее утро они вернулись, чтобы найти его, и обнаружили его тело.

## Беспорядки
Сразу же после обнаружения тела Генри Ли Джонсона начали распространяться слухи о его убийстве, в том числе о том, что юноша был жестоко избит и подвергся линчеванию. Это привело к массовым беспорядкам, в которых приняли участие около двухсот человек, которых пытались разогнать около полутора сотен полицейских. Во время беспорядков были убиты двое мужчин, афроамериканец Уильям Мак-младший и белый офицер гражданской гвардии Айдабела Рубен Фармер. В первые дни после беспорядков члены Ку-клукс-клана в Оклахома-Сити и Айдабеле раздавали листовки и вербовали новых членов. Также после беспорядков губернатор Джордж Най объявил военное положение и направил в округ национальную гвардию Оклахомы. Напряжённость в это время усилилась из-за митингов, проведённых Великим Магом Ку-клукс-клана Биллом Уилкинсоном у зданий окружных судов в Айдабеле и в Оклахома-Сити.

## Суд над Уолтером Энтони «Тони» Дешазо
Уолтер Энтони «Тони» Дешазо, выходец из видной семьи в Хорейшо, сдался полиции и признался в убийстве в том же месяце. Через два дня его обвинили в убийстве первой степени и отпустили под залог в 25 тысяч долларов. В сентябре окружной судья Гейл Крейтор смягчила обвинение до убийства второй степени, сославшись на отсутствие доказательств преднамеренности или злого умысла. Сенатор от Оклахомы Джин Стайп был ведущим адвокатом Дешазо.
Во время судебного разбирательства одной из свидетельниц была беременная 13-летняя девочка из Формана, штат Арканзас. Она свидетельствовала, что была в день убийства с Дешазо и двумя другими людьми. Когда она вышла из фургона, чтобы воспользоваться туалетом, она услышала шум и увидела трёх афроамериканцев. Вернувшись в фургон, она сказала остальным: «Там кто-то есть». Дешазо достал пистолет из оружейного ящика, после чего он и Ронни Эйрес, ещё один пассажир фургона, вышли из машины и обошли здание клуба. По словам девочки, что слышала, как Дешазо крикнул «Стой!» и раздались выстрелы.
Виктор Джонсон свидетельствовал, что мальчики слышали, как мужчина крикнул: «Стоять, или я буду стрелять». Мальчики продолжали бежать, и мужчина выстрелил. Тэд Гиллис, охранник клуба, сказал, что он видел обнажённую женщину, стоявшую рядом с фургоном Дешазо, а его спутники были внутри как раз перед тем, как он услышал выстрелы.
Присяжные так и не увидели и не услышали признания в убийстве, поскольку помощник судьи Х. Ф. Фоллоуэлл отказался разрешить прокурорам представить его. Сенатор Страйп сообщил присяжным, что другой человек, Фрэнк Мёрфи, находившийся в другом фургоне, был там в ту ночь, и обвинил его в убийстве. Мёрфи отрицал свою причастность к этому делу. В январе 1981 года Дешазо был оправдан по всем пунктам обвинения. Больше ни один человек не был арестован в связи с этим убийством.